# بوین (کشتی)
بوین (کشتی) (به انگلیسی: Boyne (ship)) یک کشتی است. این کشتی در سال ۱۸۷۷ ساخته شد.